# Liettinen
Liettinen är en ö i Finland. Den ligger i Skärgårdshavet och i kommunen Nådendal i den ekonomiska regionen  Åbo ekonomiska region i landskapet Egentliga Finland, i den sydvästra delen av landet. Ön ligger omkring 29 kilometer väster om Åbo och omkring 180 kilometer väster om Helsingfors.
Öns area är 75,6 hektar och dess största längd är 1,4 kilometer i nord-sydlig riktning. Ön höjer sig omkring 30 meter över havsytan.